# Большое Помясово
Большое Помясово — деревня в Устюженском районе Вологодской области.
Входит в состав Залесского сельского поселения, с точки зрения административно-территориального деления — в Залесский сельсовет.
Расстояние по автодороге до районного центра Устюжны — 28 км, до центра муниципального образования деревни Малое Восное — 8 км. Ближайшие населённые пункты — Глухово-1, Малое Помясово, Самсоново, Избищи, Старое Квасово.

## История
В ранних источниках деревня Большое Помясово не упоминается. Видимо деревня была образована в 30-х годах XX века при становлении колхозов и укрупнении сельских поселений переселением крестьян из ближайших хуторов. Ближайшие хутора были Помесово и Чайниково.
В "Земельном инвентаре" 1895 года упоминается пустошь Помесово, в которой были наделы крестьян деревни Куреваниха Маловосновской волости, крестьян деревни Избищи Перской волости и надел помещицы Соколовой Марьи Константиновны. В пустоши Чайниково были наделы крестьян деревни Избищи Перской волости. Наделы, в большинстве своем, представляли собой суходольный сенокос у крестьян и суходольный лес у помещицы.
В "Списке населенных мест Новгородской губернии, Устюженский уезд за 1911 г." деревня Большое Помясово не встречается.
Жители деревни (а ранее хуторов) были прихожанами церкви Рождества Христова в селе Крутец.

## Демография
По переписи 2002 года население — 3 человека.